# Brood XXII
Brood XXII (auch: The Baton Rouge Brood) ist eine Population der „Periodischen Zikaden“ (Magicicada), die hauptsächlich in der Region von Baton Rouge, Louisiana, sowie an weiteren Stellen im Südosten von Louisiana und im Südwesten von Mississippi in den Vereinigten Staaten auftreten. Jedes 13. Jahr bohren sich Zikaden der Brood XXII en masse an die Erdoberfläche, legen Eier und sterben im Verlauf weniger Wochen. Das letzte Auftreten fand 2014 statt, das nächste wird 2027 erwartet.

## Stellung zu anderen "Broods"
Anfang des 20. Jahrhunderts hatte der Entomologe Charles Lester Marlatt 30 verschiedene Populationen ausgemacht, von denen im Laufe der Jahre ca. 15 auch bestätigt werden konnten. Brood XXII ist eine von ursprünglich 4 Populationen mit einem Lebenszyklus von 13 Jahren eine davon scheint ausgestorben zu sein.
Die beiden anderen Broods mit einem 13-jährigen Zyklus sind Brood XIX (2024) und Brood XXIII (2015, 2028).  Die vierte, Brood XXI (The Floridian Brood), wurde zuletzt 1870 in der Florida Panhandle gesichtet, ist heute jedoch wahrscheinlich ausgestorben.

## Arten
Brood XXII umfasst drei der vier Arten der 13-jährigen Zikaden: Magicicada tredecim (Walsh & Riley, 1868), Magicicada tredecassini (Alexander & Moore, 1962) und Magicicada tredecula (Alexander & Moore, 1962).